# Трайков, Георгий
Георгий Трайков Гировский (болг. Георги Трайков Гировски; 14 апреля 1898, дер. Вырбени, Эгейская Македония, Османская империя (сегодня Греция) — 14 января 1975, София, Болгария) — болгарский государственный деятель. Член и лидер партии Болгарский земледельческий народный союз. Председатель Президиума Народного Собрания НРБ с 23 апреля 1964 по 6 июля 1971 года.

## Биография
Родился в Греции. Потом семья переехала в Варну.
В 1919 году стал членом БЗНС. Участвовал в Сентябрьском восстании, за что был арестован. В 1924 году был амнистирован. В последующие годы редактором являлся газеты «Молодежное сельскохозяйственное знамя» и профсоюзным активистом в Варне.
Во время Второй мировой войны участвовал в работе Отечественного Фронта Болгарии. Сторонник левого крыла Болгарского земледельческого народного союза, в 1943 году возглавил провинциальный комитет Отечественного фронта в Варне, а после государственного переворота в сентябре 1944 года стал руководителем региона. 
В 1945 году вошёл в руководство провластного крыла Болгарского земледельческого народного союза, а в 1947 году стал его лидером. В октябре 1948 года он предложил БЗНС «принять марксистско-ленинскую идеологию и позже слиться с БКП», но эта идея была отвергнута Георгием Димитровым как «утопичная и вредная», поскольку для провозглашенной им идеи народной демократии БЗНС был необходим как отдельно существующий сателлит. Вместо этого он поставил задачу очистить организацию от «реакционных и антикоммунистических элементов». 
Георгий Трайков был народным депутатом в XXVI Очередном Национальном собрании (1945–1946), VI Великом Национальном собрании (1946–1949) и I (1950–1953), II (1954–1957), III (1958–1961), IV (1962)–1965), V (1966–1971) и VI Национальных собраниях (1971–1975).
Входил в правительства Георгия Димитрова, Василя Коларова, Валко Червенкова, Антона Югова и Тодора Живкова. В 1946—1950 годах — Министр сельского хозяйства и продовольствия НРБ. В 1947—1956 годах — заместитель председателя Совета Министров НРБ, в 1956—1964 годах — первый заместитель председателя Совета Министров НРБ.
В 1964—1971 годах — председатель Президиума Народного Собрания НРБ, в 1971—1972 годах — председатель Народного Собрания НРБ. С 1971 по 1974 год — первый заместитель председателя Государственного Совета НРБ.
Сын — Боян Трайков — известный журналист, скончался в 2014 году.

## Награды и звания
- Герой НРБ (1968)
- Герой Социалистического Труда НРБ (1963)
- орден Ленина (05.04.1968)
- орден Октябрьской Революции (06.04.1973)
- Большой крест ордена Возрождения Польши (1967)
- Международная Ленинская премия «За укрепление мира между народами» (1962)